# ザ・レジデンス
『ザ・レジデンス』（The Residence）は、アメリカ合衆国のミステリードラマシリーズ。全8話。
制作はポール・ウィリアム・デイヴィス。2025年3月20日にNetflixにて配信が開始された。
本作は、ウゾ・アドゥーバ演じる探偵コーデリア・カップがホワイトハウスで起きた殺人事件を捜査する物語であり、ケイト・アンダーセン・ブラウワーの著書『使用人たちが見たホワイトハウス - 世界一有名な「家」の知られざる裏側』にヒントを得ている。

## あらすじ
ホワイトハウスでオーストラリア首相を招いた晩餐会が催されている最中に、チーフ・アッシャーの死体が発見され、「世界一の探偵」コーデリア・カップがワシントンD.C.首都警察の顧問として捜査に招集される。容疑者はその夜ホワイトハウスにいたアメリカ大統領一家とスタッフ、ゲスト全員の総勢157人であった。
政治的な思惑とホワイトハウスという特殊な職場の人間関係が絡み合う中、些細な違和感、痕跡、証拠を積み上げる捜査が夜を徹して続けられる。
ドラマは、この事件の発生をきっかけとしたホワイトハウスの安全上の問題を検討する公聴会で、関係者たちが証言しながら進んでいく。

## スタッフ
- 製作総指揮：ションダ・ライムズ、ベッツィ・ビアーズ
- 原案・脚本・ショーランナー：ポール・ウィリアム・デイヴィス
- 監督：リザ・ジョンソン、ジャアファル・マムード
- 原作：ケイト・アンダーセン・ブラワー『使用人たちが見たホワイトハウス - 世界一有名な「家」の知られざる裏側』( The Residence : Inside the Private World of the White House)
- 撮影：ポーラ・ウイドブロ
- 音楽：マーク・マザーズボー
- VFX：クラフティ・エイプス、レジスタンスVFX
- 製作：Shondaland

## 登場人物
コーデリア・カップ (Cordelia Cupp)
演 - ウゾ・アドゥーバ / 日本語吹替 - 斉藤貴美子
世界中で難事件を解決している「世界一の探偵」。ワシントンD.C.首都警察の顧問探偵。
バードウォッチングが趣味で、事件の捜査中もそうでない時もいつも野鳥を観察している。観察した野鳥をスケッチするように、捜査で得た情報をノートにスケッチとともに書き留めている。サバやイワシの缶詰が好物。
他人から「Ms. Cupp」と呼ばれる度に「Detective Cupp」と訂正する。

### ホワイトハウスを運営する人々
A・B・ウィンター (A.B. Wynter)
演 - ジャンカルロ・エスポジート / 日本語吹替 - 上別府仁資
ホワイトハウスのチーフ・アッシャー。ホワイトハウスの運営を長年執り仕切ってきた。厳格で感情を露わにすることがない。無類の本好きで、毎日欠かさず日記をつけている。
ジャスミン・ヘイニー (Jasmine Haney)
演 - スーザン・ケレチ・ワトソン / 日本語吹替 - 木村香央里
ホワイトハウスのアシスタントアッシャー。A・B・ウィンターの死に伴いチーフ・アッシャーに昇格。
マーヴェラ (Marvella)
演 -  メアリー・ワイズマン  / 日本語吹替 - 村上このみ
ホワイトハウスの総料理長。一台のフードトラックからこの地位まで成り上がった。
ディディエ・ゴダード (Didier Gotthard)
演 - ブロンソン・ピンチョット / 日本語吹替 - 橋本しんめい
ホワイトハウスの専属パティシエ。有名ホテルの厨房出身で、几帳面。
ローリー・ブリッジウォーター (Rollie Bridgewater)
演 - アル・ミッチェル / 日本語吹替 - 早川毅
ホワイトハウスの執事長。
シーラ・キャノン (Sheila Cannon)
演 - エドウィン・フィンドリー・ディッカーソン / 日本語吹替 - 森谷彩子
ホワイトハウスの執事。飲酒・喫煙等、素行に問題あり。
リリー・シューマカー (Lilly Schumacher)
演 - モーリー・グリックス / 日本語吹替 - 京花優希
ソーシャル・セクレタリー。ホワイトハウスで行われる社交行事の責任者。
スピリチュアル系インフルエンサーに強い影響をうけており、ホワイトハウスの運営を大混乱させている。
エルジー・シェイル (Elsyie Chayle)
演 -  フリエット・レストレポ  / 日本語吹替 - 秋吉優衣
ホワイトハウスのハウスキーパー。
ブルース・ゲラー (Bruce Geller)
演 -  メル・ロドリゲス  / 日本語吹替 - 杉崎亮
ホワイトハウスの配管技師。
エミリー・マキル (Emily Markil)
演 - レベッカ・フィールド / 日本語吹替 - 葛原詩織
ホワイトハウスの庭師。

### 大統領の関係者
ペリー・モーガン (Perry Morgan)
演 - ポール・フィッツジェラルド / 日本語吹替 - 藤田将利
アメリカ合衆国大統領。
トリップ・モーガン (Tripp Morgan)
演 - ジェイソン・リー / 日本語吹替 - 相馬康一
大統領の実弟。ホワイトハウスの一室に住んでいる。
いつもTシャツにバスローブを羽織り、裸足でホワイトハウス内を歩き回っている。ホワイトハウス内の様々な調度品や備品、美術品を自室に持ち帰って溜め込む悪癖がある。
ハリー・ホリンジャー (Harry Hollinger)
演 - ケン・マリーノ / 日本語吹替 - いとうさとる
大統領の旧友で主席補佐官。ホワイトハウスの一室に住んでいる。
ナン・コックス (Nan Cox)
演 - ジェーン・カーティン / 日本語吹替 - 定岡小百合
エリオットの母（＝大統領の義母）で、健康上の問題からホワイトハウスに住んでいる。
周囲に止められているが、毎日デキャンタ1本のウォッカが欠かせない。
死体の第一発見者。
エリオット・モーガン (Elliot Morgan)
演 - バーレット・フォア / 日本語吹替 - 吉原光
大統領の男性パートナー（ファースト・ジェントルマン）。優柔不断。

### 捜査関係者
エドウィン・パーク (Edwin Park)
演 - ランドール・パーク / 日本語吹替 - 丸中康司
FBI捜査官。コーデリアの監視役を命じられ、彼女の言動に困惑させられながら同行する。
ラリー・ドークス (Larry Dokes)
演 - イザイア・ウィットロック・Jr / 日本語吹替 - 山下タイキ
ワシントンD.C.首都警察（MPD）の署長。コーデリアが唯一信頼する人物。
ウォーリー・グリック (Wally Glick)
演 - スペンサー・ギャレット / 日本語吹替 - 羽鳥佑
FBI長官。
アーヴ・サミュエルソン (Irv Samuelson)
演 - アンドリュー・フリードマン (Andrew Friedman) / 日本語吹替 - 角野寛
合衆国公園警察(the National Park Police)の長官。
コリン・トラスク (Colin Trask)
演 - ダン・ペロー / 日本語吹替 - 田中光
シークレットサービスのトップ。とにかく間が悪い。
アナ・ラウシュ (Anna Rausch)
演 - アナ・ラジョ (Anna Rajo) / 日本語吹替 - ハートル実沙
シークレットサービス。

### 晩餐会のゲスト
ステファン・ルース (Stephen Roos)
演 - ジュリアン・マクマホン
オーストラリア首相。
デイヴィッド・ライランス (David Rylance)
演 - ブレット・タッカー (Brett Tucker) / 日本語吹替 - 美斉津恵友
オーストラリア外相。
カイリー・ミノーグ
演 - カイリー・ミノーグ(本人) / 日本語吹替 - 浅野まゆみ
オーストラリア出身の歌手。晩餐会のゲスト。
ヒュー・ジャックマン
演 - ジャスティン・エリス・ジョンソン (Justin Ellis-Johnson)  / ベン・プレンダーガスト (Ben Prendergast)
オーストラリア出身の俳優。晩餐会のゲスト。後ろ姿しか出てこない。
なおタップダンスシーンはベン・ビグラー (Ben Bigler)による吹き替え。
パトリック・ドゥンベ (Patrick Doumbe)
演 - ティモシー・ホーナー (Timothy Hornor) / 日本語吹替 - 吉田勝哉
“第三の男”。

### 公聴会
アーロン・フィルキンス (Aaron Filkins)
演 - アル・フランケン / 日本語吹替 - 浦山迅
ワシントン州選出の上院議員。A・B・ウィンター死亡事件をめぐる公聴会の議長。
マージェリー・ベイ・ビックス (Margery Bay Bix)
演 - エリザ・クーペ (Eliza Coupe)
コロラド州選出の下院議員。

## エピソード
各話のタイトルがミステリーの名作のオマージュとなっている。
| 話数 | タイトル           | 原題                                  | 備考                                   |
| ---- | ------------------ | ------------------------------------- | -------------------------------------- |
| 1    | アッシャー家の崩壊 | The Fall of the House of Usher        | チーフ・アッシャーの死に因んで         |
| 2    | ダイヤルMを廻せ！  | Dial M for Murder                     | 事件直前の被害者への電話に因んで       |
| 3    | ナイブズ・アウト   | Knives Out                            | 凶器と思われるナイフに因んで           |
| 4    | シーラ号の謎       | The Last of Sheila                    | シーラ・キャノンの振る舞いに因んで     |
| 5    | ハリーの災難       | The Trouble with Harry                | ハリー・ホリンジャーによる恫喝に因んで |
| 6    | 第三の男           | The Third Man                         | パトリック・ドゥンベに因んで           |
| 7    | 技師の親指         | The Adventure of the Engineer's Thumb | 配管技師に容疑がかかったことに因んで   |
| 8    | 黄色い部屋の秘密   | The Mystery of the Yellow Room        | イエローオーバルルームに因んで         |

## 備考
最終話のエンドクレジットに2023年12月に亡くなったアンドレ・ブラウアーへの追悼があるのは、もともとA.B.ウィンター役にキャスティングされ撮影が半分ほど終わった時期に彼が亡くなったためである。